# ヘリテージ・オブ・プライド
ヘリテージ・オブ・プライド（Heritage of Pride、略称 HOP）はニューヨークのストーンウォールの反乱を記念するレズビアン、ゲイ、バイセクシュアル、トランスジェンダーのプライド・イベントを執り行うための非営利団体。
"The Rally", "PrideFest", "Rapture", "Dance on the Pier", "The March" の5つの行事を執行する。
ストーンウォールの精神に則り、ヘリテージ・オブ・プライドは年齢、思想・信仰、ジェンダー、性自認、HIV患者、民族・国籍、心身の障害そして性的指向に関係なく参加者を歓迎している。